# Fjord Porsanger
Fjord Porsanger (norsky: Porsangerfjorden, sev. sám.: Porsáŋgguvuotna, kvensky: Porsanginvuono, anglicky: Porsanger Fjord) je fjord v obcích (komune) Nordkapp a Porsanger v kraji Finnmark v Norsku.

## Popis
Fjord je dlouhý 123 km a jeho šířka je od 10 km do 20 km, maximální hloubka je 310 m u ostrova Tamsøya. Svou délkou je čtvrtým nejdelším fjordem v Norsku. Na východ od ostrova Magerøya se vlévá do Barentsova moře. U jeho ústí na ostrově Magerøya se nachází maják Helnes. Západní břeh tvoří poloostrov Porsanger, východním je poloostrov Sværholt. Strmé břehy tvořené dolomity jsou vysoké až 200 m. Ve fjordu se nachází řada ostrůvků a ostrovů, největším je ostrov Reinøya.
Do fjordu se vlévají řeky Børselva, Lakselva a Stabburselva. Pohyb mořské hladiny mezi přílivem a odlivem je v rozmezí 2,2 m.
Na západním pobřeží vede evropská silnice E69.
Z mořských živočichů se zde vyskytují běluhy a tuleni. Rybolov je zaměřen na tresku a další druhy severních ryb.

## Galerie

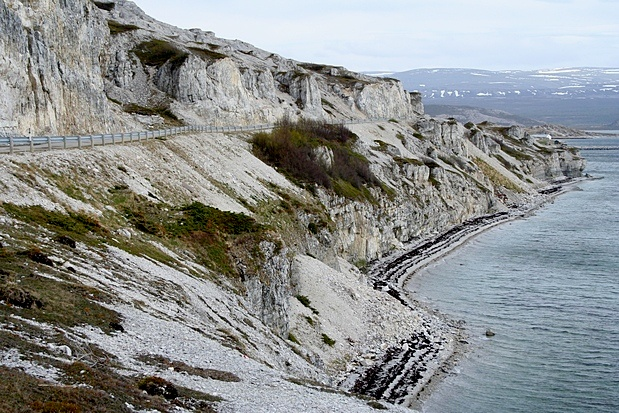
Dolomitové hory
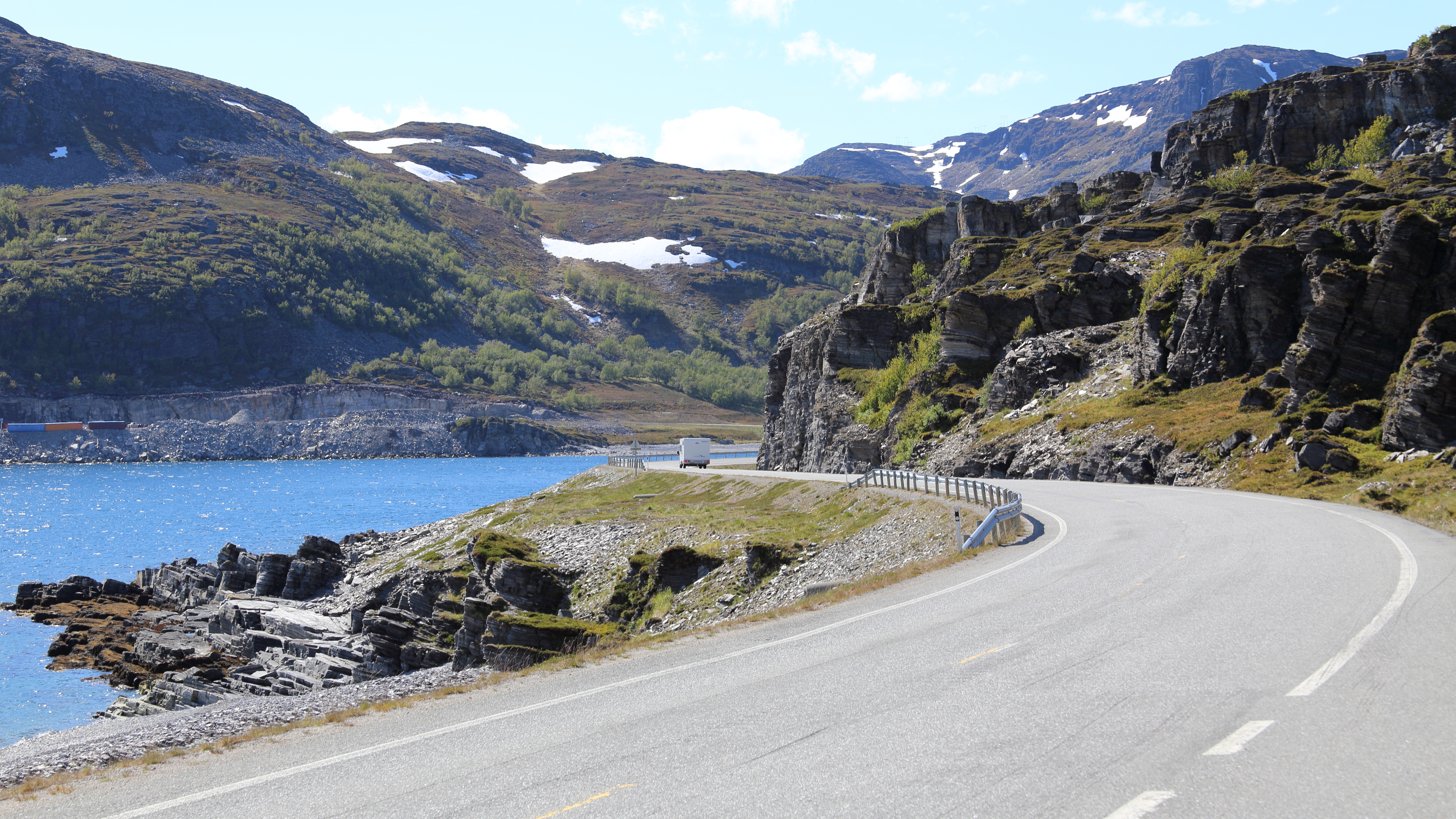
Evropská silnice E69
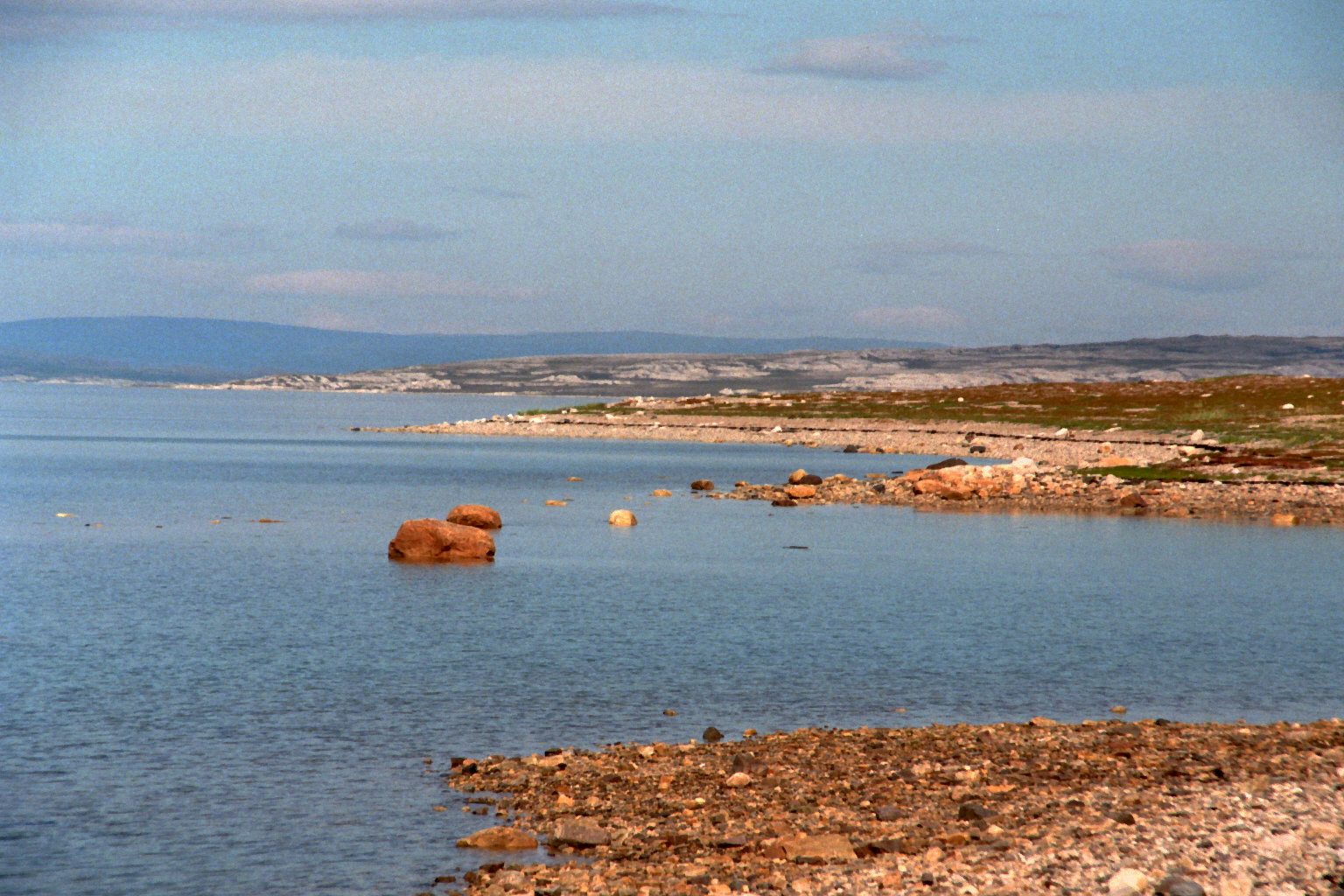
Fjord